# Mabelis (Ort, Lebos)
Mabelis ist ein osttimoresischer Ort im Suco Lebos (Verwaltungsamt Lolotoe, Gemeinde Bobonaro). Das Dorf liegt im Südosten der Aldeia Mabelis, auf einer Meereshöhe von 928 m. Nördlich liegt, jenseits des Flusses Phicigi, das Dorf Gildapil. Nach Süden führt eine Straße nach Mapelai, dem Hauptort des Sucos Lebos. Südlich erhebt sich der Berg Berg Mapewa (1095 m).